# Robert Anderson (inventore)
Robert Anderson (fl. XIX secolo) è stato un inventore scozzese, meglio conosciuto per aver inventato la prima carrozza a propulsione elettrica in Scozia intorno al periodo 1832-1839.